# The Accountant (film 2001)
The Accountant è un cortometraggio statunitense del 2001 diretto, scritto e interpretato da Ray McKinnon.
Ha vinto l'Oscar al miglior cortometraggio ai Premi Oscar 2002.